# Theodor Sockl
Theodor Benedikt Sockl (n. 15 aprilie 1815, Viena – d. 25 decembrie 1861, Viena) a fost un pictor și fotograf austriac, reprezentant important al stilului Biedermeier din Transilvania.

## Biografie
Theodor Benedikt Sockl s-a născut la Viena pe 15 aprilie 1815 și a fost fiul meșterului de dulapuri și inventatorului Johann Gottlieb Sockl și al lui Sophie, născută Shurer von Waldheim (printre rudele lui apropiate se află și sora sa, scriitoarea Sophie von Scherer, născută Sockl). În anii 1834 - 1836, Sockl a studiat la Academia de Arte Frumoase din Viena, mai întâi ca student la sculptură, apoi devenind tot mai interesat de pictură. În 1841, a pictat portretul fratelui său mai tânăr Hermann Karl Sockl când acesta avea 16 ani (pictură pierdută) și în 1843 a pictat o parte din altarul bisericii Maria Treu din Josefstadt, Viena.
Din jurul anului 1846, Theodor trăiește în Transilvania, apărând în cercul artistic al lui Theodor Glatz, care îl recomandă pe plan local ca un pictor talentat. Predă pictura în Sibiu, la Galeriile de Artă Brukenthal, unde în 1847 o întâlnește, ca studentă, pe viitoarea sa soție, Clara Adelheid Soterius von Sachsenheim. Portretul ei, pictat în acel an, e considerat reprezentativ pentru perioada Biedermeier în Transilvania, exprimând pe un fond bucolic personalitatea modelului, cromatica și eleganța discretă a îmbrăcăminții. Originalul este pierdut în Anglia, din fericire, o copie a fost comandată de către nepotul lui Theodor, Arthur Soterius von Sachsenheim, înainte de a duce pictura originală fiilor lui Theodor în Anglia în 1905. Copia se află acum la Muzeul de Artă din Brașov.
Theodor și Clara au început să trăiască împreună necununați, spre marea supărare a mamei văduve a Clarei și a restului familiei (care o considerau oaia neagră a familiei). În ciuda rezistenței din partea familiei, care avea îndoieli în privința acordării consimțământului pentru căsătorie, ca urmare a situației financiare nesigure a lui Theodor, dar și ca urmare a diferențelor religioase și de statut, ei s-au căsătorit pe 12 august 1847, la Mehadia.
Ei au plecat ulterior din Transilvania și au trăit mai întâi în Graz, Austria unde, în 1848, s-a născut primul lor fiu, Victor Franz Theodor, apoi s-au mutat la Viena, unde s-a născut în 1849 al doilea fiu al lor, Theodor Friedrich Adolf (care însă a murit în 1850).
În contextul Revoluției din 1848 din Imperiul Austriac, o scrisoare deschisă trimisă de către sora lui, Sophie von Scherer, conferinței episcopilor catolici din 1848 de la Würzburg, cerând reforme ecleziastice, precum abolirea celibatului preoților și oficierea cultului în limba germană, a cauzat controverse publice. Theodor Sockl a scris o scrisoare publică, acuzând-o de convingeri protestante. La rândul ei, Sophie i-a invalidat argumentele într-o altă scrisoare publică ulterioară.
În vara lui 1850, împreună cu soția și fiul lor, s-a întors la Sibiu, unde au stat în casa familiei Soterius. Aici li s-a născut o fiică, Ottilie Clara Sophie, în 1851. În această perioadă Theodor a pictat un alt portret al Clarei Adelheid, precum și a altor membri ai familiei Soterius von Sachsenheim. A pictat de asemenea:
- două panouri de ușă, înfățișând un bărbat (Asklepios) și o femeie (Hygieia) făcute pentru chimistul 'Molnauș' în Heltaurgasse, Sibiu, cca. 1852 (ambele în Muzeul Brukenthal Nos. 1493 & 1494);
- un portret al Kaiserului Franz Joseph ca bărbat tânăr, cca. 1852 (Muzeul Brukenthal No.1365);
- fondatorul Băncii Generale de Economii Michael Fr. Herbert (Muzeul Brukenthal No. 2122);
- un om de afaceri necunoscut din Sibiu (de asemenea în Muzeul Brukenthal No. 1113).

În calendarul popular Benignis din 1853 se găsește o reclamă pentru ‘Theodor Sockl, pictor istoric și portretist academic în Fleischergasse no.110.’ Însă contextul economic și social lăsat de către revoluțiile din 1848-1849 în Europa au creat un mediu dificil în care Theodor să își poată câștiga existența. Astfel, el a fost forțat  pentru o vreme să aibă un stil de viață rătăcitor în căutare de lucru. Între timp Clara a dat lecții de pictură și desen.  În 1853, în București, Sockl cumpără un echipament fotografic, încercând să își câștige existenta cu această noutate a acelor timpuri. În 1854, își mută studioul fotografic la Sibiu, Clara pictând unele dintre fotografii, după cum era atunci moda acestei forme artistice în evoluție. Însă în următorii ani ei au trebuit să călătorească prin toată țara ca să își poată câștiga existența din fotografii. În 1857, când trăiau la Oravița, în Banat, se naște un alt fiu, Carl Franz Albert.
Sockl nu a reușit totuși să prevină ca o parte din bunurile sale să fie amanetate. În cele din urmă, se hotărăște să se mute cu familia din Orșova pe Dunăre la Viena, Austria unde ei ajung pe 28 octombrie 1857. Aici a realizat paisprezece picturi pentru Mănăstirea Ursulinelor⁠(de)[traduceți], pentru care a primit 210 florini. În octombrie 1859 familia se mută într-un apartament din Fünfhaus, Hauptstraße No. 231, unde instalează de asemenea un studiou fotografic. Clara, care suferea de o boală de plămâni, a murit pe 25 iulie 1861, la vârsta de 38 de ani. Peste câteva luni, pe 25 decembrie, Theodor, la 46 de ani, a urmat-o în mormânt. Pentru a acoperi cheltuielile de înmormântare, fratele lui Theodor, Moritz, a vândut picturile rămase de la ei, incluzând și sute de studii, unui negustor vienez de vechituri.
O parte din picturile lui Theodor Sockl se află la Muzeul Brukenthal și la Muzeul Transilvănean din Gundelsheim. Unele sunt în proprietate privată, iar altele sunt din păcate pierdute.
Fiii lor, Victor și Carl, au emigrat în Anglia în jurul lui 1889, unde Victor vor pune pe picioare și vor conduce o firma de succes care se ocupa cu producerea și vânzarea de cărți poștale ilustrate, numită Sockl and Nathan, în cadrul căreia Carl era contabil. Fiica lor,  Ottilie, a devenit profesoară și a trăit în Elveția. Nici Victor, nici Otillie nu s-a căsătorit și niciunul nu a avut copii. Carl s-a căsătorit cu verișoara lui, Emma, fiica lui Hermann, au avut șase copii, din care cinci au supraviețuit copilăriei,  și au trăit și murit în Anglia. Doi dintre aceștia au avut copii la rândul lor.

## Galerie

Portrete în Stil Biedermeier
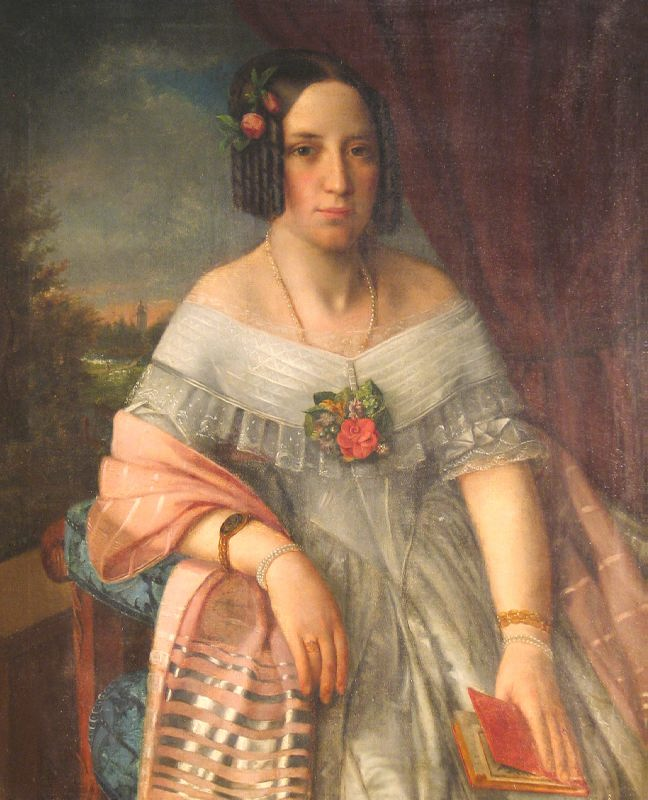
Clara Adelheid Soterius von Sachsenheim
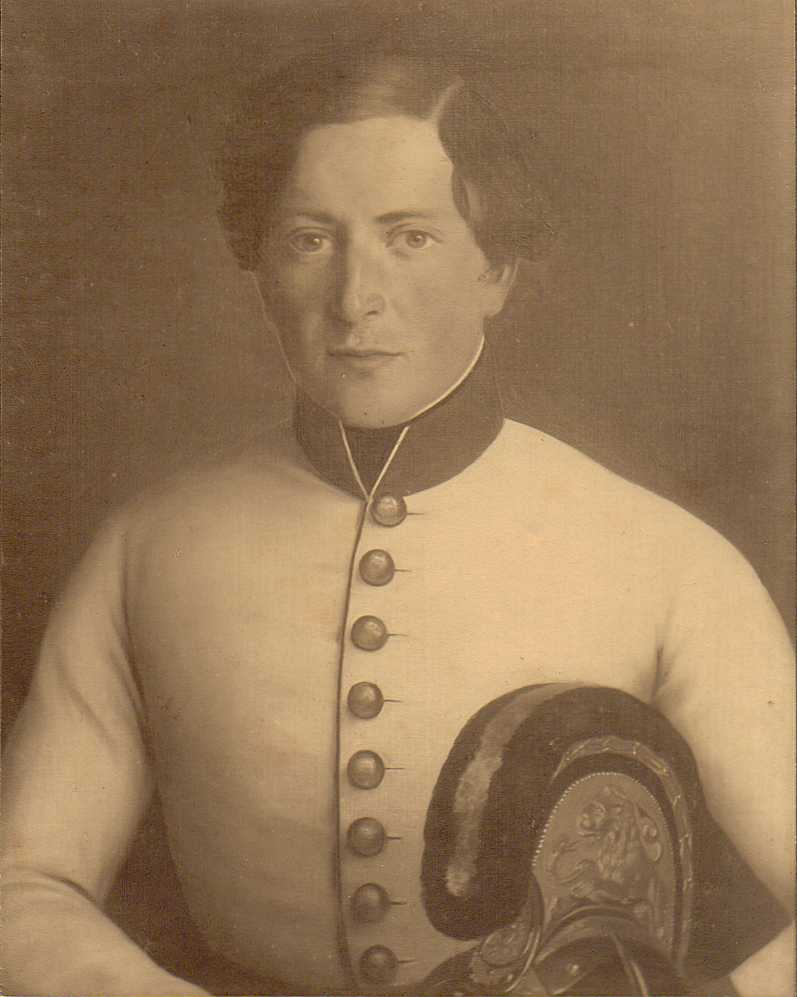
Albert Conrad Soterius von Sachsenheim
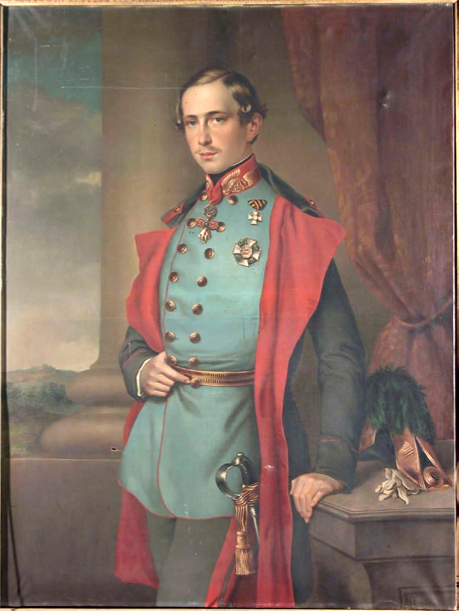
Kaiser Franz Joseph
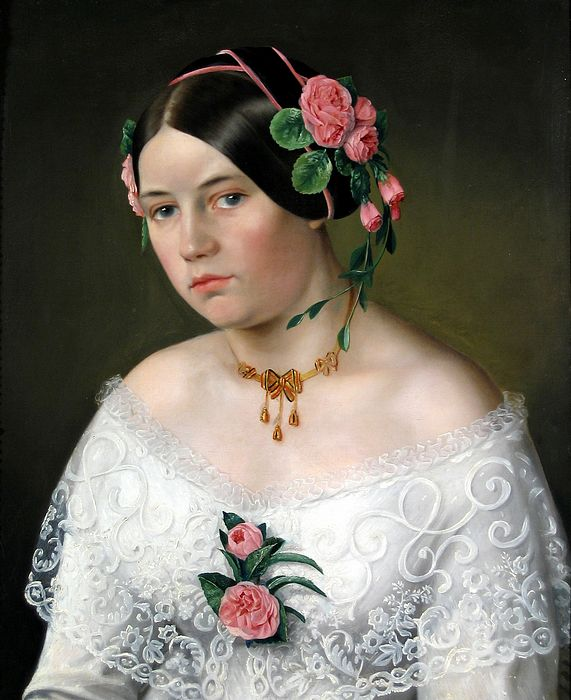
Justine Soterius von Sachsenheim